# 纳兹塔什山口
纳兹塔什山口，也称为奈扎塔什山隘(塔吉克语 :  Aghbai Nayzatosh ）是位于中国新疆塔什库尔干塔吉克自治县和塔吉克斯坦 山地巴达赫尚自治州穆尔加布县之间的一个山口，它位于海拔4,476（14,685英尺），在柯尔克孜语中意思为“矛石”。
2021年塔吉克总统提议中国增加对塔吉克军队的军事援助，
同时为塔吉克军方兴建一处新的军事基地位于瓦罕走廊西北部塔吉克斯坦伊什卡西姆县(Ishkoshim District)的军事基地。作为交换，塔吉克将把邻近中国新疆的穆尔加布县(Murghob District)沙伊马克村(Shaymak)的军事基地完全转交给中国。
沙伊马克村军事基地距离塔吉克的库利马(Kulma)通关口岸有不到100公里，距离中国-塔吉克的排依克山口、纳兹塔什山口和中国-阿富汗的托克满苏山口不到50公里。

## 历史

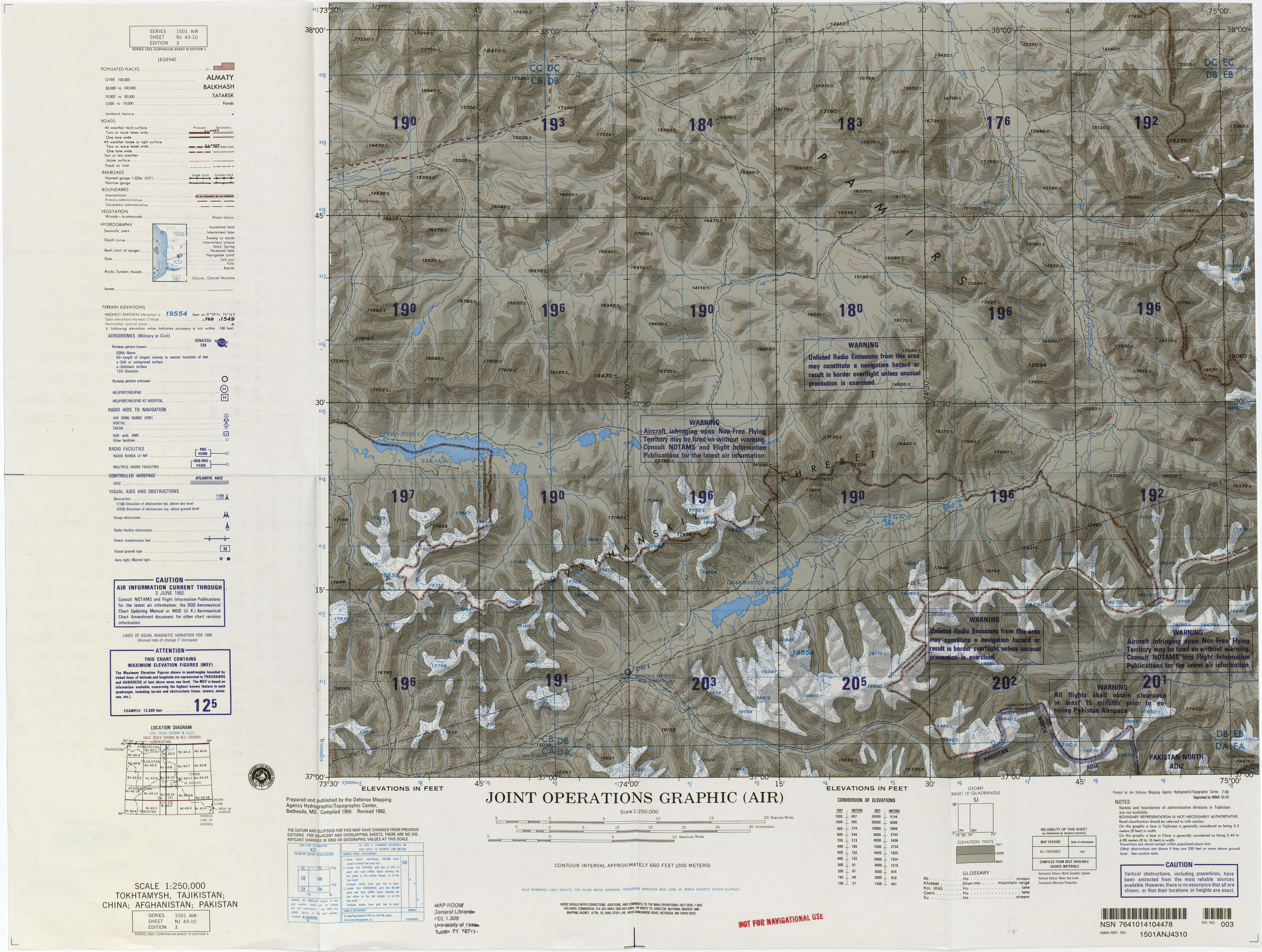
包含纳兹塔什山口(Nezatash Pass) 区域的地图 (1992)

纳兹塔什山口是丝绸之路上的一条小路。在古代，它不是丝绸之路的主要路线，因为它远离定居点，缺乏水源，海拔较高。然而，在 19 世纪纳兹塔什山口经常被欧洲探险家通过该地区使用。
山口位于历史悠久的巴达克山地区，位于現在中国和塔吉克斯坦之间的边界。伊犁条约（1881 年）和一系列后来的协议，俄罗斯和清朝在伊犁河流域的边界进一步小幅调整有利于俄罗斯。边境的最南端（即现代中国-塔吉克斯坦边界的南半部）仍未划定界限，部分原因是英国和俄罗斯在中亚争夺主导地位的持续竞争被称为大博弈 ；最终，两国同意阿富汗仍将是他们之间的独立缓冲国，阿富汗的瓦罕走廊于 1895 年建立。大英帝国、俄罗斯帝國和阿富汗政府签署了瓜分巴达克山的协议，但清朝对瓜分的结果提出质疑。中国不是这些协议的缔约方，因此中俄边界的最南端仍未确定。2002 年塔吉克斯坦和中国签署了边界协议，争端最终得到了解决。